# Dymitr Sapieha
Dymitr Sapieha (ur. ?, zm. 7 marca 1576) – dworzanin królewski, podstarości brzeski; rewizor królewszczyzn na Podlasiu; wnuk Bohdana, syn Fiodora, brat Bohdana, gorliwy kalwinista.
W 1556 r. był dworzaninem królewskim. Był także związany z Mikołajem Radziwiłłem "Czarnym". W latach 1557–1566 prowadził pomiary ziem na Podlasiu, w okolicach Brześcia oraz w wielu innych rejonach Wielkiego Księstwa Litewskiego. W latach 1566–1571 zajmował się nadzorem lasów królewskich. Po śmierci brata Iwana w 1561 przejął obowiązki rewizora dworów hospodarskich na Podlasiu. w latach 1565-1566 pełnił czasowo urząd podstarościego sądowego w grodzie brzeskim. W latach 1566– 1571 kilkakrotnie przeprowadzał rewizje puszczy i leśnictwa białowieskiego. Rewizje te do końca XVIII w. służyły jako podstawa do rozstrzygania skomplikowanych zatargów o prawo do eksploatacji puszczy białowieskiej przez sąsiadujących posesorów. 29 września 1568 Zygmunt August przekazał mu w dożywotnie zawiadywanie spustoszone wskutek dotychczasowej eksploatacji puszcze: słonimską, łyskowską i międzyrzecką, z zadaniem rozmierzenia na włóki, prowadzenia akcji osadniczej oraz zakładania folwarków. Warunkiem tej dzierżawy był obowiązek rozliczania się w skarbie litewskim z uzyskiwanych dochodów. 30 maja 1561 otrzymał Dymitr Sapieha królewskie potwierdzenie na wsie: Kołodczyce, Kisłowicze i Antichowicze, czyli na dobra spadkowe po pierwszej żonie Petrusze Korsakównie, córce bojarzyna połockiego Wasyla. Małżeństwo było bezdzietne. Z drugą żona Aleksandrą miał trzy córki. Według dyspozycji testamentowej miał być pogrzebany w posiadanym wspólnie z bratem majątku Nedyngi.